# Catherine Bozorgan
Catherine Bozorgan (nascido a 10 de setembro de 1980) é um produtor de cinema francês.

## Biografia
Ela nasceu em 1980, em Teerão. Em 1981, por causa da revolução islâmica e da guerra Irão-Iraque, a sua família mudou-se para o oeste de Paris. Estudou na ESCP Business School e na HEC Paris.
Começou a trabalhar na Ciné Nominé, uma empresa de financiamento de filmes. Aí conheceu Albert Dupontel, que lhe ofereceu a oportunidade de co-produzir o seu filme Le Vilain. Ela criou então a sua própria estrutura.
É presidente da produtora cinematográfica Manchester Films e também produz filmes de Albert Dupontel pela ADCB Films desde 2009. Nos [César (cinema)|Prémios César] de 2021, subiu ao palco do Olympia para receber quatro dos sete prémios do filme Adieu les cons.
Até 2021, já participou na produção de cerca de 200 filmes.